# Otto Schott
Friedrich Otto Schott, född 17 december 1851 i Witten, död 27 augusti 1935 i Jena, var en tysk kemist och glastekniker och grundare av Schott AG.
Ett vetenskapligt brevväxlande med fysikern Ernst Abbe förde Schott till Jena 1882. Där grundade han tillsammans med Ernst Abbe, Roderich Zeiss och Carl Zeiss 1884 ett glastekniskt laboratorium, vad som senare blev Jenaer Glaserk Schott och Genossen – dagens Schott AG. 1887 uppfanns Schott Jenaer Glas.
Asteroiden 5312 Schott är uppkallad efter honom.